# Goodea
Goodea – rodzaj ryb karpieńcokształtnych z rodziny żyworódkowatych (Goodeidae).

## Klasyfikacja
Gatunki zaliczane do tego rodzaju:
- Goodea atripinnis
- Goodea gracilis
- Goodea luitpoldii